# Salaminia
Salaminia là một chi bọ cánh cứng trong họ Chrysomelidae.
Chi này được miêu tả khoa học năm 1898 bởi Heller.

## Các loài
Các loài trong chi này gồm:
- Salaminia concinna (Baly, 1879)
- Salaminia haroldi (Chapuis, 1875)